# Le Mans Series
De Le Mans Series (LMS) is een Europees autosportkampioenschap gebaseerd op de 24 uur van Le Mans. De reglementen werden opgesteld door de Automobile Club de l'Ouest (ACO), de organisator van de 24 uur van Le Mans. In november 2003 werd afgetrapt met de 1000 kilometer van Le Mans, een voorproefje op wat in 2004 de "Le Mans Endurance Series" zou worden. Sinds de start van het seizoen 2006 heeft het de huidige naam Le Mans Series. 
LMS Kampioenen en nummers 2 in de vier categorieën (LMP1, LMP2, GT1 en GT2) krijgen automatisch een startbewijs voor de 24 uur van Le Mans in het volgende jaar.

## Geschiedenis
De ACO wilde graag een Europese tegenhanger oprichten van de American Le Mans Series welke sinds 1999 zeer succesvol bleek te zijn. Wel zou de Europese versie qua reglement beter moeten aansluiten op de 24-uurs versie. De FIA had een Sportscar klasse FIA SCC welke echter volgens de ACO niet de juiste opzet had. Een van de speerpunten van de ACO was het aanmoedigen van privé-teams om in te stappen. Vandaar de keuze voor slechts enkele races per jaar en allen in Europa. Dit houdt de kosten beheersbaar. Vanwege de overeenkomstige regelgeving konden teams makkelijk instappen in de 24-uurs race en andersom. 
In 2003 was er als trial een race onder de naam "LMES" de 1000km of Le Mans, de enige race dat jaar. 
In 2004 was er een compleet seizoen bestaande uit 4 races, met klassiekers als de 1000 km van Monza, de 1000 km van Nürburgring, en de 1000 km van Spa. Dit seizoen kende veel deelnemers en werd door de ACO als zeer succesvol ervaren.
Vanaf 2005 bestaat een seizoen uit 5 races.

## Seizoen 2009
Het seizoen 2009 bestond uit 5 races:
- 5 april:  Circuit de Catalunya
- 10 mei:  Spa-Francorchamps
- 2 augustus:  Circuit de Algarve
- 23 augustus:  Nürburgring
- 13 september: Silverstone

## Kampioenen
|                | LMP1 Team                                 | LMP2 Team                   | GTS/GT1 Team                                    | GT/GT2 Team               |
| LMP1 rijder(s) | LMP2 rijder(s)                            | GTS/GT1 rijder(s)           | GT/GT2 rijder(s)                                |                           |
| -------------- | ----------------------------------------- | --------------------------- | ----------------------------------------------- | ------------------------- |
| 2004           | Audi Sport UK Veloqx                      | Courage Compétition         | Larbre Compétition                              | Sebah Automotive          |
| 2004           | Johnny Herbert Jamie Davies               | Alexander Frei Sam Hancock  | Pedro Lamy Christophe Bouchut Steve Zacchia     | Roman Rusinov             |
| 2005           | Pescarolo Sport                           | Chamberlain-Synergy         | BMS Scuderia Italia                             | Sebah Automotive          |
| 2005           | Jean-Christophe Boullion Emmanuel Collard | Gareth Evans                | Michele Bartyan Christian Pescatori Toni Seiler | Xavier Pompidou Marc Lieb |
| 2006           | Pescarolo Sport                           | Barazi-Epsilon              | Aston Martin Larbre                             | Autorlando Sport          |
| 2006           | Jean-Christophe Boullion Emmanuel Collard | Juan Barazi Michael Vergers | Pedro Lamy Gabriele Gardel Vincent Vosse        | Marc Lieb Joël Camathias  |
| 2007           | Team Peugeot Total                        | Ray Mallock Ltd.            | Team Oreca                                      | Virgo Motorsport          |
| 2007           | Stéphane Sarrazin Pedro Lamy              | Mike Newton Thomas Erdos    | Soheil Ayari Stéphane Ortelli                   | Robert Bell               |
| 2008           | Audi Sport Team Joest                     | Van Merksteijn Motorsport   | Luc Alphand Aventures                           | Virgo Motorsport          |
| 2008           | Alexandre Prémat Mike Rockenfeller        | Jos Verstappen              | Guillaume Moreau Patrice Goueslard              | Robert Bell               |
| 2009           | Aston Martin Racing                       | Quifel ASM Team             | Luc Alphand Aventures                           | Team Felbermayr-Proton    |
| 2009           | Tomáš Enge Jan Charouz Stefan Mücke       | Miguel Amaral Olivier Pla   | Patrice Goueslard Yann Clairay                  | Marc Lieb Richard Lietz   |